# Шёффенгрунд
Шёффенгрунд (нем. Schöffengrund) — община в Германии, в земле Гессен. Подчиняется административному округу Гиссен. Входит в состав района Лан-Дилль.  Население составляет 6250 человек (на 31 декабря 2010 года). Занимает площадь 34,11 км².